# Svatá Praxeda
Svatá Praxeda byla významná křesťanská mučednice z 2. století. Její jméno je někdy psáno jako „Praxedis“ (podle řečtiny Πραξηδίς), „Praxed“ nebo italsky Prassede.

## Životopis
O jejím životě se dochovalo málo informací, které by bylo možno doložit historickými prameny. Podle pozdního souboru legend Legenda aurea arcibiskupa a kronikáře Jakoba z Voragine ze 13. století byla Praxeda sestrou svaté Pudentiany; jejich bratry byli svatý Donatus a svatý Timoteus. V době pronásledování křesťanů pohřbívali jejich těla a pomáhali chudým. Jakob z Voragine ve svém krátkém popisu uvádí, že zemřeli v roce 165 „za vlády císaře Marka Aurelia“., podle jiných pramenů již za vlády jeho předchůdce, císaře Antonina Pia († 161).
Reverend Sabine Baring-Gould v příspěvku pro "Saint Novatus" uvádí, že „svatá panna“ Praxeda byla dcerou svatého Pudense a sestrou svaté Pudentiany. Jejich bratři byli svatý Novatus a svatý Timoteus. Novatus prý zemřel v roce 151.

## Pohřby a hroby

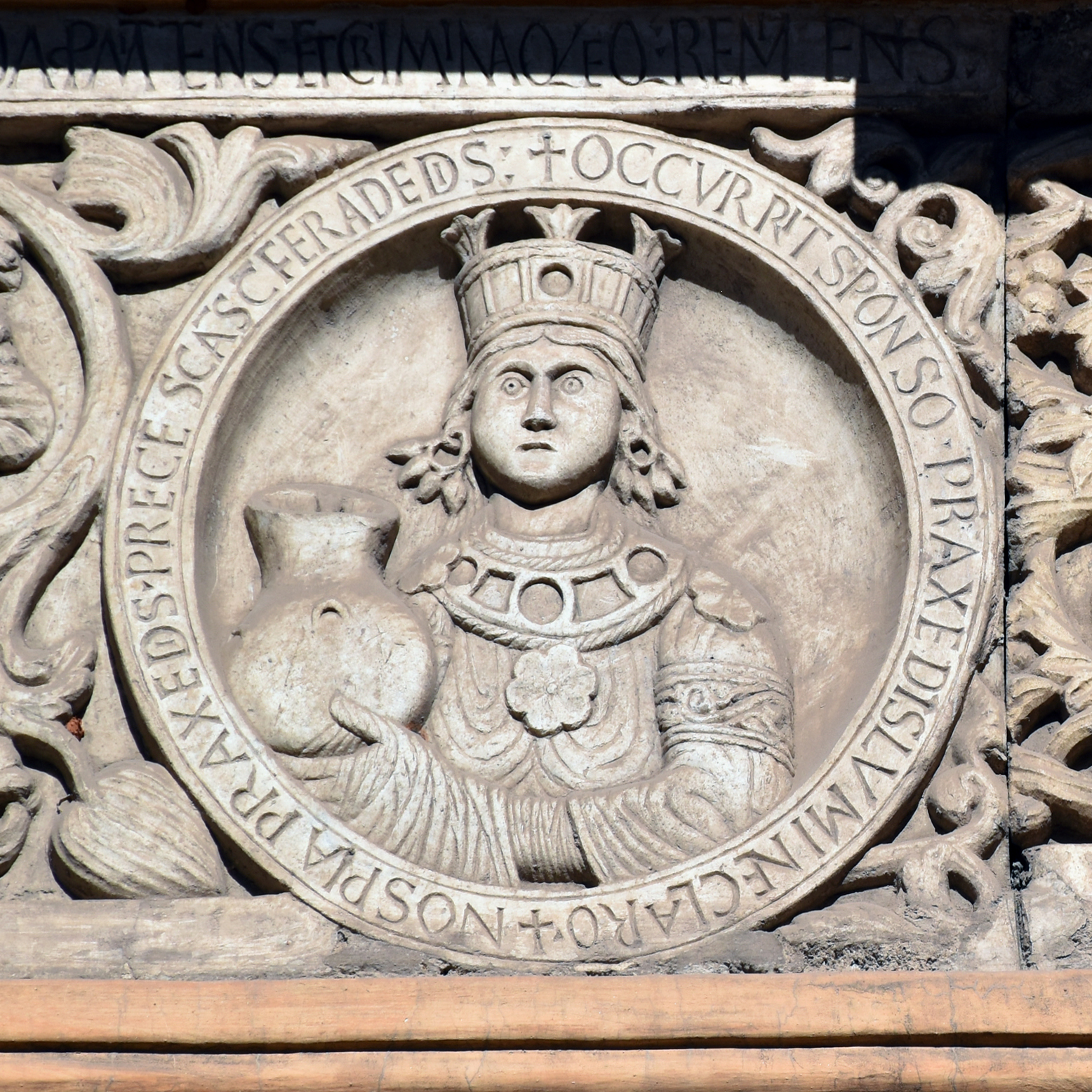
Reliéf sv. Praxedy s ampulí na portálu kostela sv. Pudentiany v Římě, 12. století

Těla světic Praxedy a Pudentiany byla pohřbena v římských katakombách svaté Priscilly, ve kterých bylo pohřbeno mnoho křesťanských mučedníků a někteří papežové. Ostatky byly ve 4. století přeneseny do titulárního chrámu sv. Praxedy v Římě. Kostel byl nadále spojen s uctíváním obou světic, papež Paschal I. (817–824) jej dal přestavět a přejmenovat na Santa Prassede, byl také znám jako Ecclesia Pudentiana. Na mozaice v apsidě chrámu jsou obě světice vyobrazeny, jak nabízející své (mučednické) koruny Kristovi. , také podle
Nejstarším písemným pramenem legendy je Martyrologium Hieronymianum, sepsané podle svatého Jeronýma v následujících čtyřech stoletíxh. Jeho údaje zaznamenal otonský Zlatý kodex z Echternachu. Ten uvádí svátek svaté Praxedy k 21. červenci, ale může být pozdějším přípisem. Jméno sv. Potentiany k 19. květnu se objevilo poprvé v Martyrologiu z Reichenau. Praxeda a Pudentiana byly uctívány nejen jako římské mučednice, ale také dcery římského senátora Pudense, který měl být křesťanem a tajným žákem apoštola Petra a legendárním zakladatelem římské titulární církve „titulus Pudentis“, nazývané „ecclesia Pudentiana“.

## Atributy a relikvie
Kult svaté Praxedy se rozvíjel v jejím titulárním chrámě v Římě, kde je dosud uctíván relikviář v podobě stříbrné nádobky s prolitou mučednickou krví (na obrazech nebo sochách to může být miska, ampule, džbánek, u Vermeera dvouuchá klenutá nádoba)).

## Některé kostely
- Santa Prassede, kostel v Římě
- Práxedis Gilberto Guerrero, Chihuahua, Mexiko
- Santa Praxedes, ostrov Cagayan, Filipíny
- Sainte-Praxède, Quebec, Kanada

## Kardinálové
V Římě byli titulární kardinálové kostela sv. Praxedy. K nejvýznamnějším ve 14. století patřil Pileus de Prata.